# PasComSat

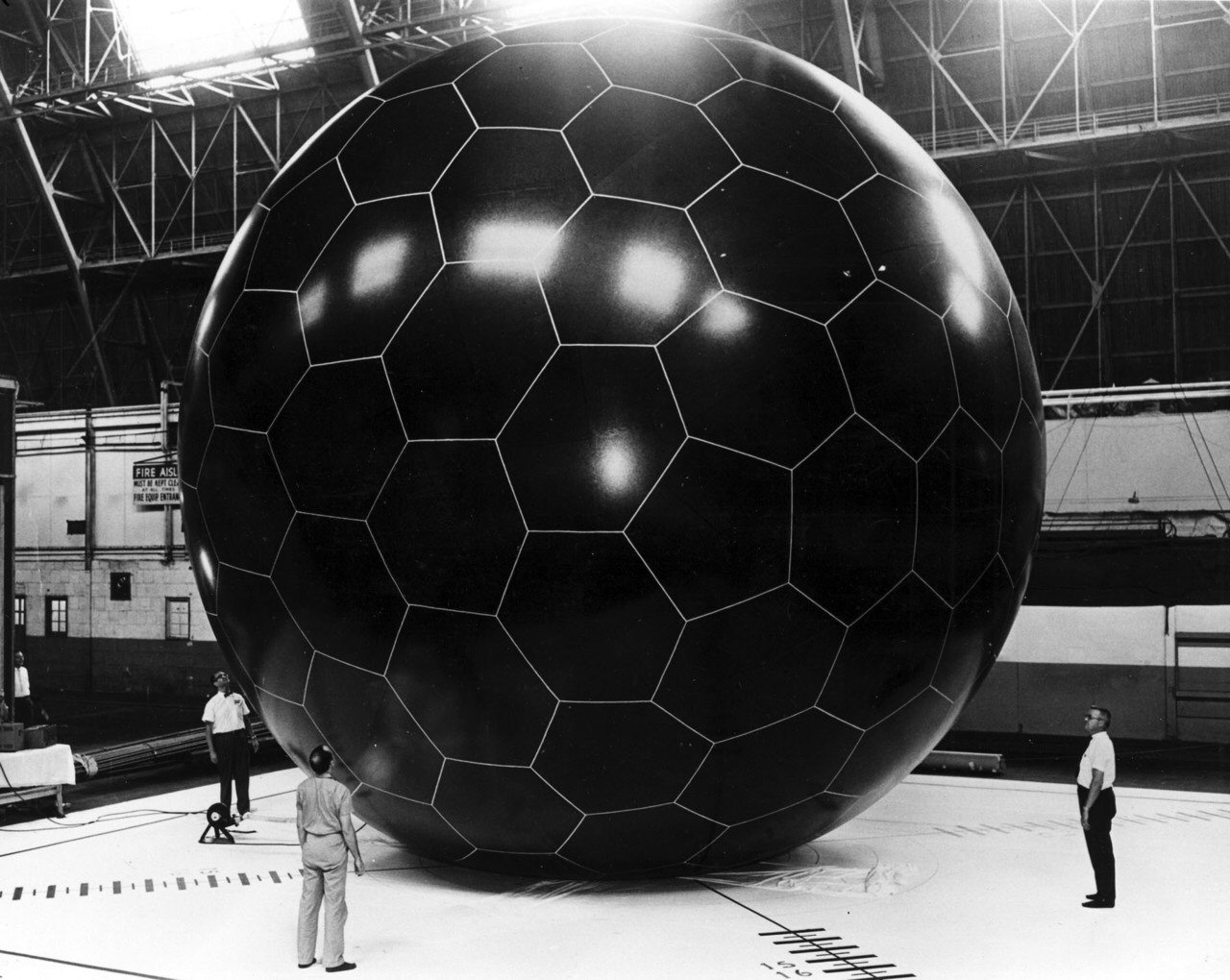
O satélite PasComSat sendo testado inflado

O Passive Communications Satellite ou PasComSat, também conhecido como OV1-8, foi um satélite de comunicação lançado pela USAF em 1966 como parte do programa Orbiting Vehicle. O satélite funcionava como um refletor, e não um transceptor, assim, depois de ser colocado em órbita terrestre baixa, um sinal era enviado a ele, refletido ou rebatido em sua superfície e então retornavam à Terra. Ele foi construído usando uma malha de fios aluminizados envolta num balão de material plástico fotossensível. Uma vez em órbita e inflado, o balão se vaporizava restando uma superfície esférica extremamente reflexiva, porém menos sujeita aos efeitos de atração atmosférica que os satélites infláveis convencionais, com vida útil estimada de no mínimo 11 anos.